# Textus receptus
Textus receptus (latin : « texte reçu ») est le nom donné a posteriori aux versions en grec imprimées successives du Nouveau Testament qui constituent la base des traductions en allemand de la Bible de Luther, de la traduction en anglais de William Tyndale et de la Bible du roi Jacques, mais aussi de la plupart des traductions de la Réforme protestante en Europe occidentale et centrale.

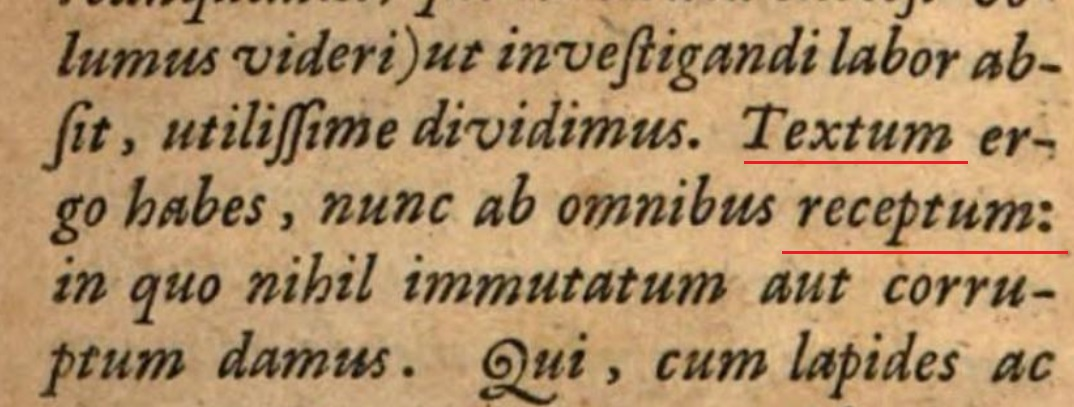
Le Textus receptus de 1633.

La première version imprimée du Nouveau Testament en grec publiée en 1516 a été entreprise à Bâle par Érasme. Quoique basée sur les manuscrits byzantins tardifs, la version d’Érasme se démarque de leur forme classique en incorporant des textes latins de la Vulgate retraduits en grec (notamment les six derniers versets du livre de l'Apocalypse, car celui-ci n'en possédait qu'une copie incomplète).
En toute rigueur, l'expression Textus receptus est apparue dans l'édition du Nouveau Testament publiée en 1633 par Abraham et Bonaventure Elzévir. La préface de cette édition affirmait, en latin : Textum ergo habes, nunc ab omnibus receptum: in quo nihil immutatum aut corruptum damus. « Tu as donc le texte reçu maintenant par tous, dans lequel nous n'indiquons rien d'altéré ou de corrompu ». Rétroactivement, l'appellation a été attribuée aussi à l'édition d'Érasme.